# Synagoge (Mladá Vožice)

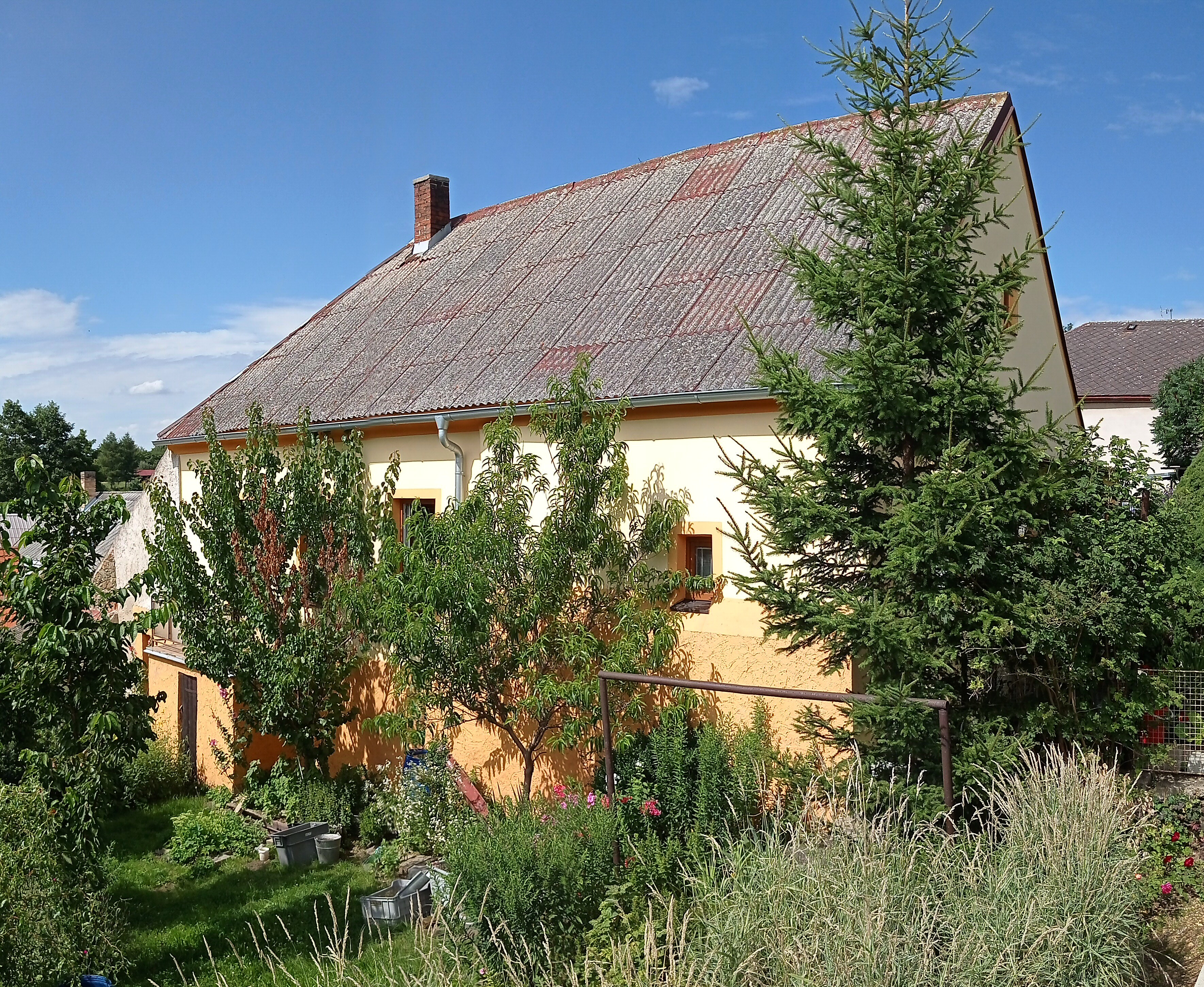
Standort der ehemaligen Synagoge

Eine frühe Synagoge in Mladá Vožice (Tschechien) wurde am Anfang des 18. Jahrhunderts errichtet. Sie wurde Mitte des 19. Jahrhunderts durch einen Neubau ersetzt.

## Geschichte
Eine ältere Synagoge gab es in Mladá Vožice ab dem Anfang des 18. Jahrhunderts. Sie wurde nach 1850 durch einen Neubau im neugotischen Stil ersetzt. Gottesdienste fanden in der Synagoge bis 1939 statt. Nach dem Zweiten Weltkrieg verfiel das Gebäude und wurde um 1960 niedergerissen und stattdessen ein Wohnhaus erbaut, das jedoch eine kleinere Fläche als die Synagoge einnimmt. In unmittelbarer Nachbarschaft befinden sich Reste eines nie fertiggestellten Gebäudes, das als jüdische Schule vorgesehen war. Auf dem Gelände der ehemaligen Synagoge befindet sich heute ein Privathaus, auf dem eine kleine Tafel angebracht wurde, welche an die Opfer des Holocausts erinnert.